# Liujiabu
Liujiabu (kinesiska: 刘家堡, 刘家堡乡) är en socken i Kina. Den ligger i provinsen Shanxi, i den norra delen av landet, omkring 26 kilometer söder om provinshuvudstaden Taiyuan. Antalet invånare är 32 233. Befolkningen består av 15 726 kvinnor och 16 507 män. Barn under 15 år utgör 17,0 %, vuxna 15-64 år 74 %, och äldre över 65 år 8,0 %.
Genomsnittlig årsnederbörd är 630 millimeter. Den regnigaste månaden är juli, med i genomsnitt 205 mm nederbörd, och den torraste är december, med 3 mm nederbörd.